# 1633
1633 (MDCXXXIII) fue un año común comenzado en sábado, según el calendario gregoriano.

## Acontecimientos
- Campaña del Duque de Feria para abrir un corredor estratégico entre el Milanesado y los Países Bajos con la toma o expugnación de Rheinfelden, Constanza y Brisgovia.
- El shōgun Tokugawa Iemitsu proclama oficialmente el aislamiento de Japón del resto del mundo (Sakoku), prohibiendo el viaje interoceánico a las naves japonesas excepto con una certificación, limitando la entrada de naves extranjeras en el puerto de Nagasaki; además prohíbe el cristianismo, iniciando la persecución contra los japoneses cristianos, y ordena censar a toda la población japonesa en santuarios o templos.
- La Misión San Luis de Apalache es construida en el noroeste de la Florida por dos frailes franciscanos españoles.
- 12 de abril: Comienza la inquisición del físico y astrónomo Galileo Galilei por sostener la creencia de que la Tierra gira alrededor del sol, lo que la Iglesia católica consideraba herético.[1]
- 22 de mayo: Samuel de Champlain, fundador de la colonia francesa de Nueva Francia, regresa a Quebec tras cuatro años de ausencia, nombrado teniente general de las tropas de Nueva Francia, pero no gobernador.
- 18 de junio: Carlos I es coronado rey de Escocia en la catedral de Saint Giles, Edimburgo, según el rito anglicano en su primera visita a Escocia desde su infancia, aunque es monarca escocés desde 1625.[2]
- 22 de junio: Bajo amenaza de muerte por la herejía de contradecir la Biblia, Galileo Galilei admite que la Tierra no gira alrededor del sol.

## Nacimientos
- 23 de febrero: Samuel Pepys, parlamentario y cronista británico (f. 1703)
- 8 de septiembre: Fernando IV de Hungría, rey de Hungría y de Bohemia (f. 1654)
- 14 de octubre: Jacobo II, rey de Inglaterra y de Escocia.

## Fallecimientos
- 12 de agosto: Jacopo Peri (n. 1561), compositor de ópera italiano.
- 12 de diciembre: Hortensio Félix Paravicino (n. 1580), religioso trinitario español, poeta y orador.